# 29e cérémonie des Los Angeles Film Critics Association Awards
La 29e cérémonie des Los Angeles Film Critics Association Awards (LAFCA Awards), décernés par la Los Angeles Film Critics Association, a eu lieu le 7 janvier 2004, et a récompensé les films réalisés dans l'année précendente.

## Palmarès
Note : la LAFCA décerne deux prix dans chaque catégorie ; le premier prix est indiqué en gras.

### Meilleur film
- American Splendor
  - Lost in Translation

### Meilleur réalisateur
- Peter Jackson pour Le Seigneur des anneaux : Le Retour du roi (The Lord of the Rings: The Return of the King)
  - Clint Eastwood pour Mystic River

### Meilleur acteur
- Bill Murray pour son rôle dans Lost in Translation
  - Sean Penn pour ses rôles dans 21 Grammes (21 Grams) et Mystic River

### Meilleure actrice
- Naomi Watts pour son rôle dans 21 Grammes (21 Grams)
  - Charlize Theron pour son rôle dans Monster

### Meilleur acteur dans un second rôle
- Bill Nighy pour ses rôles dans AKA, Lawless Heart, Love Actually et Rose et Cassandra (I Capture the Castle)
  - Benicio del Toro pour son rôle dans 21 Grammes (21 Grams)

### Meilleure actrice dans un second rôle
- Shohreh Aghdashloo pour son rôle de Nadi dans House of Sand and Fog
  - Melissa Leo pour son rôle dans 21 Grammes (21 Grams)

### Meilleur scénario
- American Splendor – Shari Springer Berman et Robert Pulcini
  - Dirty Pretty Things – Steven Knight

### Meilleurs décors
- Le Seigneur des anneaux : Le Retour du roi (The Lord of the Rings: The Return of the King) – Grant Major
  - Master and Commander : De l'autre côté du monde (Master and Commander: The Far Side of the World) – William Sandell

### Meilleure photographie
- La Jeune Fille à la perle (Girl with a Pearl Earring) – Eduardo Serra
  - Elephant – Harris Savides

### Meilleure musique de film
- Les Triplettes de Belleville – Benoît Charest et Matthieu Chedid
  - A Mighty Wind – Christopher Guest

### Meilleur film en langue étrangère
- L'Homme du train  France
  - La Cité de Dieu (Cidade de Deus)  France  Brésil

### Meilleur film d'animation
- Les Triplettes de Belleville

### Meilleur film documentaire
- The Fog of War de Errol Morris
  - Capturing the Friedmans d'Andrew Jarecki (en),

### New Generation Award
- Scarlett Johansson

### Career Achievement Award
- Robert Altman

### Douglas Edwards Experimental/Independent Film/Video Award
(ex æquo)
- Thom Andersen – Los Angeles Plays Itself
- Pat O'Neill – The Decay of Fiction

### Prix spécial
- À la The Walt Disney Company pour la restauration du mini-film d'animation Destino, fruit inachevé de la collaboration entre Walt Disney et Salvador Dalí initié en 1946, terminé par Dominique Monféry et la Walt Disney Animation France en 2003.